# Deng Šjaoping
Deng Šjaoping (kitajsko: 邓小平 ali 鄧小平; pinjin: Dèng Xiǎopíng; Wade-Giles: Teng Hsiao-ping), kitajski državnik, politik, revolucionar in arhitekt kitajskih gospodarski reform, * 22. avgust 1904, Guangan, Sičuan, Dinastija Čing, † 19. februar 1997, Peking, Ljudska republika Kitajska.           
Od decembra 1978 do novembra 1989 je Deng služil kot vrhovni vodja Ljudske republike Kitajske (LRK). Po smrti Mao Cetunga leta 1976 je Deng postopoma prevzel oblast ter vodil Kitajsko skozi vrsto daljnosežnih reform tržnega gospodarstva, s katerimi si je prislužil sloves »arhitekta moderne Kitajske«. Zaradi tega je Kitajska leta 2014 po svoji kupni moči postala ena največjih gospodarsko razvitih držav na svetu.    
Rodil se je v provinci Sečuan v dinastiji Qing, v dvajsetih letih 20. stoletja pa je študiral in delal v Franciji, kjer je postal privrženec marksizmo-leninizma in se leta 1924 pridružil kitajski komunistični partiji (KPK). V začetku leta 1926 je Deng odpotoval v Moskvo, kjer je študiral komunistične doktrine in po vrnitvi na Kitajsko postal politični komisar Rdeče armade. Konec leta 1929 je Deng vodil lokalne vstaje Rdeče armade v provinci Guangxi. Leta 1931 je bil v partiji postavljen na nižje mesto zaradi podpore Mau, vendar je bil med konferenco Zunyi ponovno povišan. Deng je igral pomembno vlogo v dolgem pohodu (1934–1935), drugi kitajsko-japonski vojni (1937–1945) in kitajski državljanski vojni (1945–1949). Po ustanovitvi Ljudske republike Kitajske 1. oktobra 1949 je Deng delal v Tibetu in na jugozahodu Kitajske kot regionalni vodja stranke za utrjevanje nadzora KPK do leta 1952, ko se je vrnil v Peking, da bi služil v osrednji vladi. Leta 1955, ko je PLA sprejela sistem činov v ruskem slogu, je Deng veljal za čin maršala Ljudske republike Kitajske, česar ni hotel sprejeti. Kot generalni sekretar partije pod vodstvom Maa in podpredsednik vlade v petdesetih letih dvajsetega stoletja je Deng predsedoval kampanji proti desničarjem, ki jo je začel Mao in je postal pomemben pri gospodarski obnovi Kitajske po katastrofalnem velikem preskoku naprej (1958–1960). Vendar pa je njegova politična drža in ekonomska politika, ki je bila nagnjena na desnico, sčasoma povzročila, da je padel v nemilost pri Mau, zaradi česar so Denga dvakrat preganjali med kulturno revolucijo v letih 1966 in 1976.
Po Maovi smrti septembra 1976 je Deng premagal izbranega naslednika, pokojnega predsednika Hua Guofenga in decembra 1978 na 3. plenarnem zasedanju 11. centralnega komiteja uradno postal dejanski vodja Kitajske. Potem, ko je vodil državo, obdano z institucionalnimi neredami in razočaranjem nad komunizmom, kot posledica kaotičnih političnih gibanj Maovega vladanja, je Deng ostro obsodil Maovo vladanje, ustvaril je program "Boluan Fanzheng", ki je državo postopoma pripeljal nazaj v red, postopoma je odpravil ideologijo maoziem in končal kulturno revolucijo ter s tem sprejel malo manj zatiralsko politiko. Od leta 1977 do začetka leta 1979 je nadaljeval sprejemni izpit National College, ki ga je deset let prekinila kulturna revolucija, začel reformo in odpiranje Kitajske, določil posebne ekonomske cone, vključno s Shenzhenom, in začel enomesečno kitajsko-vietnamsko vojno. 1. januarja 1979 je LRK vzpostavila diplomatske odnose z Združenimi državami Amerike in Deng je postal prvi kitajski najpomembnejši voditelj, ki je obiskal ZDA. Avgusta 1980 je Deng sprožil vrsto političnih reform z določitvijo ustavnih omejitev mandata za državne uradnike in druge sistematične spremembe, ki so bile vključene v tretjo kitajsko ustavo (1982). V osemdesetih letih je Deng podprl dogovor, da ima lahko družina na Kitajskem največ enega otroka za spopadanje s krizo prenaseljenosti na Kitajskem, pomagal je vzpostaviti devetletno obvezno izobraževanje na Kitajskem in sprožil program 863 za znanost in tehnologijo. Deng je predlagal tudi načelo Ena država, dva sistema za upravljanje Hongkonga in Macaa ter prihodnjo združitev s Tajvanom. 
Reforme, ki so jih izvedli Deng in njegovi sodelavci, so Kitajsko postopoma oddaljili od načrtnega gospodarstva in maoističnih ideologij, jo odprli tujim naložbam in tehnologiji ter uvedli njeno ogromno delovno silo na svetovnem trgu, s čimer so Kitajsko spremenili v eno najhitreje gospodarsko razvitih držav na svetu. Sčasoma je bil Deng označen kot "arhitekt" nove blagovne znamke razmišljanja, ki združuje socialistično ideologijo s svobodnim podjetništvom, imenovano "socializem s kitajskimi značilnostmi" (zdaj znana kot teorija Deng Xiaoping). Kljub temu da Deng nikoli ni opravljal funkcije vodje države ali vlade LRK ali vodje KPK, se ga splošno obravnava kot "jedro" druge generacije vodstva KPK, status, ki je zapisan v partijski ustavi. Deng je bil imenovan za časovno osebo leta za leti 1978 in 1985. Vendar so ga zelo kritizirali, ker je ukazal vojaško zatrtje protestov na Trgu nebeškega miru leta 1989, pa tudi ker ni temeljito popravil napak kulturne revolucije, vendar so ga pohvalili za ponovno potrditev programa reform v svoji južni turneji leta 1992 in tudi vrnitev Hongkonga pod kitajski nadzor leta 1997 in vrnitev Macaa leta 1999.

## Rojstvo in mladost
Rojen z imenom Šišian v vasi Pajfang v provinci Sičuan. Po končani šoli na Kitajskem se je pri 16 letih odpravil na študij v Francijo. V Franciji se podobno kot nekateri drugi azijski revolucionarji, kot sta Ho Ši Minh ter Džov Enlaj, poglobil v študije marksizma. Pridružil se je Komunistični partiji kitajskih študentov ter kmalu postal eden iz med glavnih voditeljev. Študij je nadaljeval v sovjetski Moskvi, na Kitajsko, ki je živela pod tiranijo nacionalistične oblasti Kuomintanga, se je vrnil leta 1927. Vodil je neuspešno vstajo proti Kuomintangu in se odmaknil v provinco Džjangši. Postal je veteran Dolgega pohoda ter član in sekretar centralnega komiteja partije.

## Deng v času Maovega obdobja
Kot tesen zaveznik Maa Cetunga je po osvoboditvi zasedal pomembne državne položaje, proti koncu 1950. let pa je z Lju Šaočinom postal glasnik bolj liberalne politike od maoizma. Med kulturno revolucijo je bil Deng odstavljen iz vseh položajev in poslan v Sičuan, kjer je delal v tovarni motorjev. Med tem časom se je posvetil pisanju ter razmišljanju, dokler ga kitajski predsednik vlade Džov Enlaj ni izbral za svojega naslednika. Džov je uspel prepričati Maa, da je Deng prava izbira za prihodnost in tako je Deng leta 1974 postal prvi namestnik premiera. Po smrti Džova Enlaja je Deng zgubil trdno podpro v partiji, kar je skupini štirih omogočilo varen prehod na oblast.

## Vodenje Kitajske po Maovi smrti
Deng je kmalu po Maovi smrti leta 1976 postal neuradni vodja Kitajske. Hitro je končal kulturno revolucijo in sprožil »Pekinško pomlad«, ki je omogočala kritiko oblasti in svobodo govora, vsaj kar zadeva napake kulturne revolucij ter s tem sprejel manj zatiralsko politiko. Spretno je premagal politične nasprotnike in s tem, da je kritiziral kulturno revolucijo, pridobil javnost. Uvedel je mnoga nova mesta v državni upravi ter dal večja pooblastila predsedniku, predsedniku vlade ter vodji partije, zato da se ne bi ponovila napaka kulta osebnosti. Deng ni zasedel nobenega od teh mest. 

## Zunanji odnosi
V njegovem vladanju so se odnosi z ZDA in Japonsko občutno izboljšali in Kitajska je stopila na pot odpiranja na Zahod. Japonska je bila zanj zgled dobre tehnološke in ekonomske naprednosti. V tem času je bil znan po svojih izjavah: »Biti bogat je veličastno« ali »Ni važno, ali je mačka črna ali bela, važno, da lovi miši«. Pripravil je podlago za vrnitev Hong Konga (1997) ter Macaa (1999) nazaj k domovini ter uveljavil politiko ena država-dva sistema. Želel si je združitev s Tajvanom in ta sistem naj bi bil kot podlaga za to uresničitev. Zelo malo pa je naredil pri izboljšanju kitajsko-ruskih odnosov, ki so še iz maoističnega obdobja ostalih hladni.

## Socializem s kitajskimi značilnostmi
Na domačem prizorišču je začel z izgradnjo socializma s kitajskimi značilnostmi ter uvedel plan štirih modernizacij, kmetijstva, industrije, znanosti ter vojske. Zahteva po reformi političnega sistema ni bila sprejeta. To je pripeljalo Kitajsko v obdobje socialističnega tržnega gospodarstva. Obdržali so politični sistem socializma, vendar vzeli gospodarski sistem kapitalizma. Razvoj se je začel v posebnih ekonomskih conah, kot je Šendžen v provinci Guangdong.

## Poznejše življenje
Leta 1989 je odstopil iz vseh položajev, za svojega naslednika pa razglasil Džjang Dzemina. Ker so po njegovem mnenju reforme potekale prepočasi, se je leta 1992 vrnil nazaj na politični oder ter se odpravil na veliko turnejo po južnih provincah. S tem je sprožil še hitrejši gospodarski razvoj, katerega Kitajska uživa še danes. Umrl je 19. februarja 1997. Čeprav sam nikoli ni hotel biti del kulta osebnosti in je bil skromen človek, so po njegovi smrti začeli s promoviranjem njegovega imena, pojavili so se plakati, slike in kipci, v njegovo čast pa je bila tudi napisana pesem »Zgodba o pomladi«.